# Acura NSX GT3
Chronologie des modèles
L'Acura NSX GT3 est une Acura NSX de compétition développée par JAS Motorsport (en). La voiture répond à la réglementation technique du Groupe GT3. Elle a été présentée en 2016 lors, du Salon de l'automobile de New York afin de participer à des championnats nord américains répondant à la réglementation GT3.

## Aspects techniques

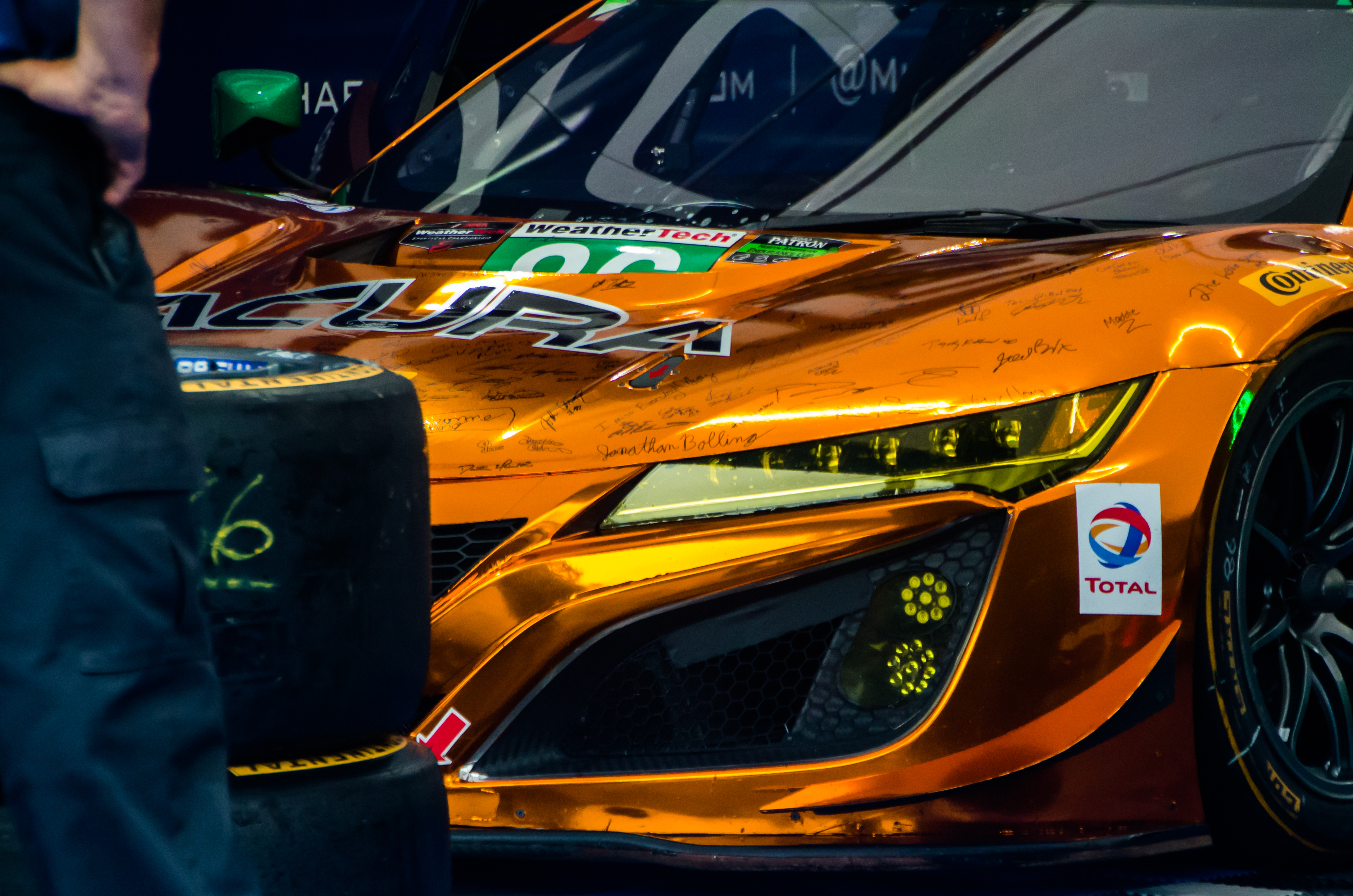
Acura NSX GT3 de l'écurie Meyer Shank Racing lors des Petit Le Mans 2017

Le châssis de la voiture de course est construit par le Performance Manufacturing Center de Marysville, dans l'Ohio, le site de fabrication exclusif de la toute nouvelle supercar Acura NSX. Le moteur est quant à lui produit par le site de ; moteur à produire à Anna, également dans l'Ohio.
En 2018, l'Acura NSX GT3 Evo a été présentée. Par rapport à la première version de la voiture, elle a bénéficié d'une série d'améliorations telles qu'une aérodynamique améliorée pour offrir une vitesse de pointe plus élevée et une meilleure maniabilité ainsi qu'une améliorations des turbocompresseurs et du système de refroidissement.

## Histoire en compétition
L'Acura NSX GT3 a commencé la compétition lors des 24 Heures de Daytona 2017.
L'Acura NSX GT3 Evo a commencé la compétition lors des 24 Heures de Daytona 2019.

## Écuries
- CJ Wilson Racing
- Compass Racing
- Gradient Racing
- HART
- Magnus Racing
- Michael Shank Racing
- Racers Edge Motorsports
- RealTime Racing (en)